# 카라 감옥
카라 감옥 또는 합스 카라(모로코 아랍어: حبس قارا; 또한 모로코 아랍어: حبس د النصارى)는 기독교 노예 감옥으로도 알려져 있으며, 18세기 초 모로코 메크네스에 술탄 물라이 이스마일의 명령으로 건설된 일련의 지하 궁륭형 감방이다. 일반적으로 수천 명의 수감자, 주로 바다에서 붙잡힌 유럽인들을 수용할 수 있는 지하 감옥으로 묘사되지만, 대부분의 학자들은 그 기능이 물라이 이스마일의 카스바 왕궁 복합 단지를 위한 거대한 저장 공간 역할을 하는 것이었다는 데 동의한다.

## 이름
한 설명에 따르면, 카라 감옥은 포르투갈인 건축가의 이름을 따서 명명되었는데, 그 건축가는 죄수였으며 술탄 물라이 이스마일을 위해 자유를 얻는 대가로 이곳을 설계했다고 한다. 또 다른 설명에 따르면, 이곳은 프랑스 점령 시기에만 그렇게 불렸으며, 이 이름은 대머리였다고 전해지는 교도관의 별명(모로코 아랍어: قرع qrəɛ)에서 유래했다고 한다.
아랍어로 이 감방들은 "지하실"(아랍어: السرداب) 또는 "통로"(아랍어: الدهليز)라고도 알려져 있다.

## 역사
카라 "감옥"은 모로코 술탄 물라이 이스마일의 수도 역할을 했던 왕실 단지인 물라이 이스마일의 카스바의 일부로 건설되었다. 물라이 이스마일은 그의 통치 이전에 지적으로나 정치적으로 특별한 의미가 없었던 도시 메크네스를 전략적인 이유로 선택했는데, 아마도 이전 모로코 왕조의 그늘에서 벗어나 군주로서 자신의 흔적을 남기기 위함이었을 것이다. 학술 연구에 따르면 노예와 죄수는 전체 인력의 작은 부분에 불과했다고 추정되지만, 지하 금고와 더 넓은 단지 건설에 사용되었다.
프랑스 보호령 하에서, 이 장소는 때때로 모로코 저항군 구성원들을 구금하는 데 사용되었다. 프랑스 당국은 사람들이 길을 잃는 것을 막기 위해 일부 통로를 시멘트로 봉쇄했다.

## 건축 및 규모
지하 금고는 쿠바트 알-카야틴 앞 광장 바로 아래에 위치한다. 접근 가능한 부분은 거대한 기둥이 있는 세 개의 큰 방을 포함한다. 나머지는 길을 잃은 여러 모험가와 탐험가의 사고로 인해 당국에 의해 봉쇄되었다. 물라이 이스마일의 카스바 단지 전체 아래에 여러 지하 금고가 존재하며, 서로 연결되어 있는지는 알려져 있지 않다.
모로코 역사가 이브 지단에 따르면, 그 구조는 "기수들이 그 위를 지나고, 짐승들이 큰 바위를 끌고, 짐을 실은 증기차가 밤낮으로 그 위를 달리고, 심지어 큰 나무들이 심겨져 자주 관개되는 정원까지 있었음에도 불구하고 그 구조에 아무런 영향이 없었다"는 점에서 튼튼하고 탄력적이었다.
지하 금고는 파내진 것이 아니라 먼저 지어진 다음 그 위에 카스바 건물들이 건설되었을 가능성이 높다.

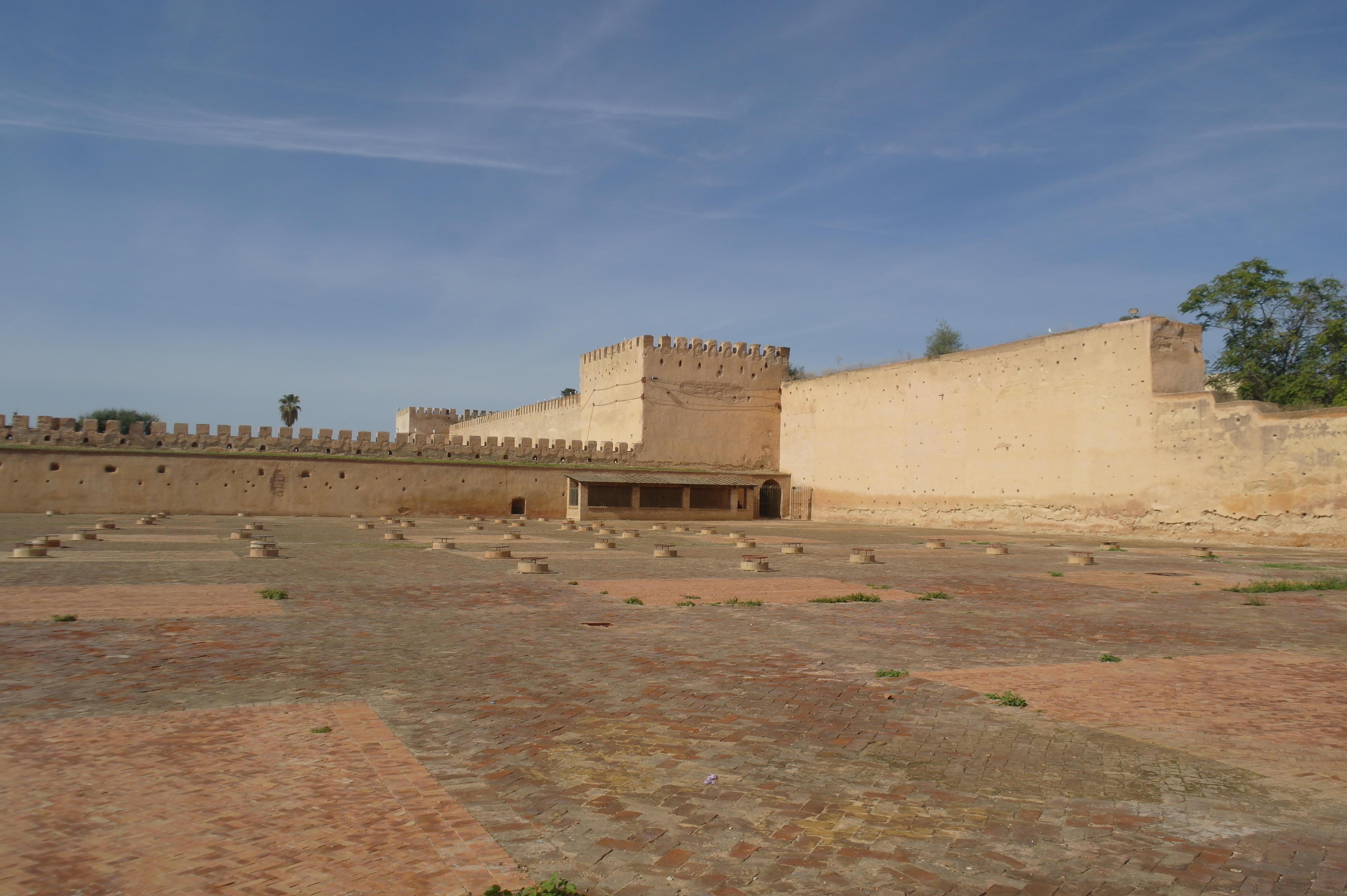
감방 위 지상의 광장
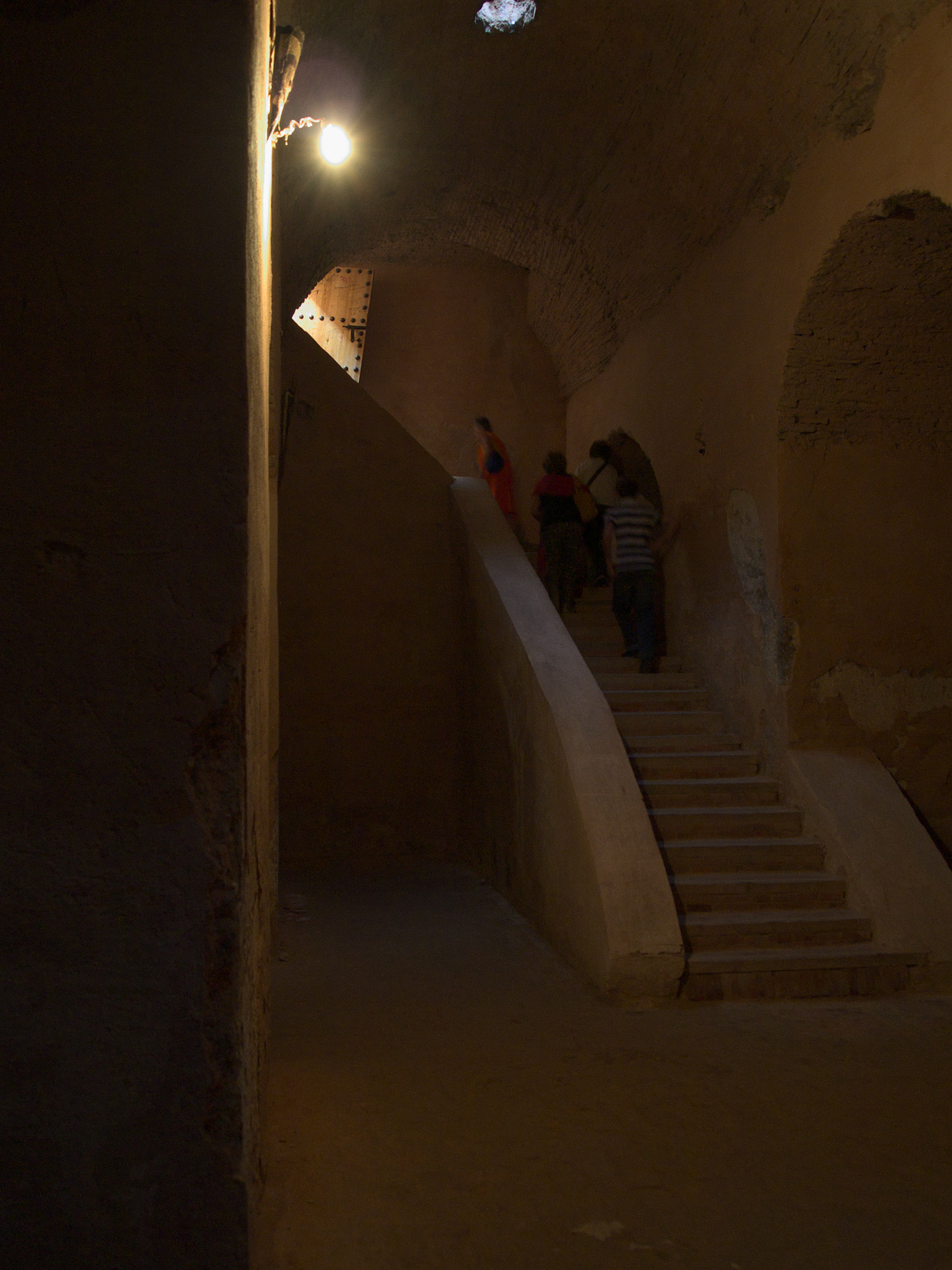
오늘날 방문객들이 감방으로 들어갈 때 사용하는 계단
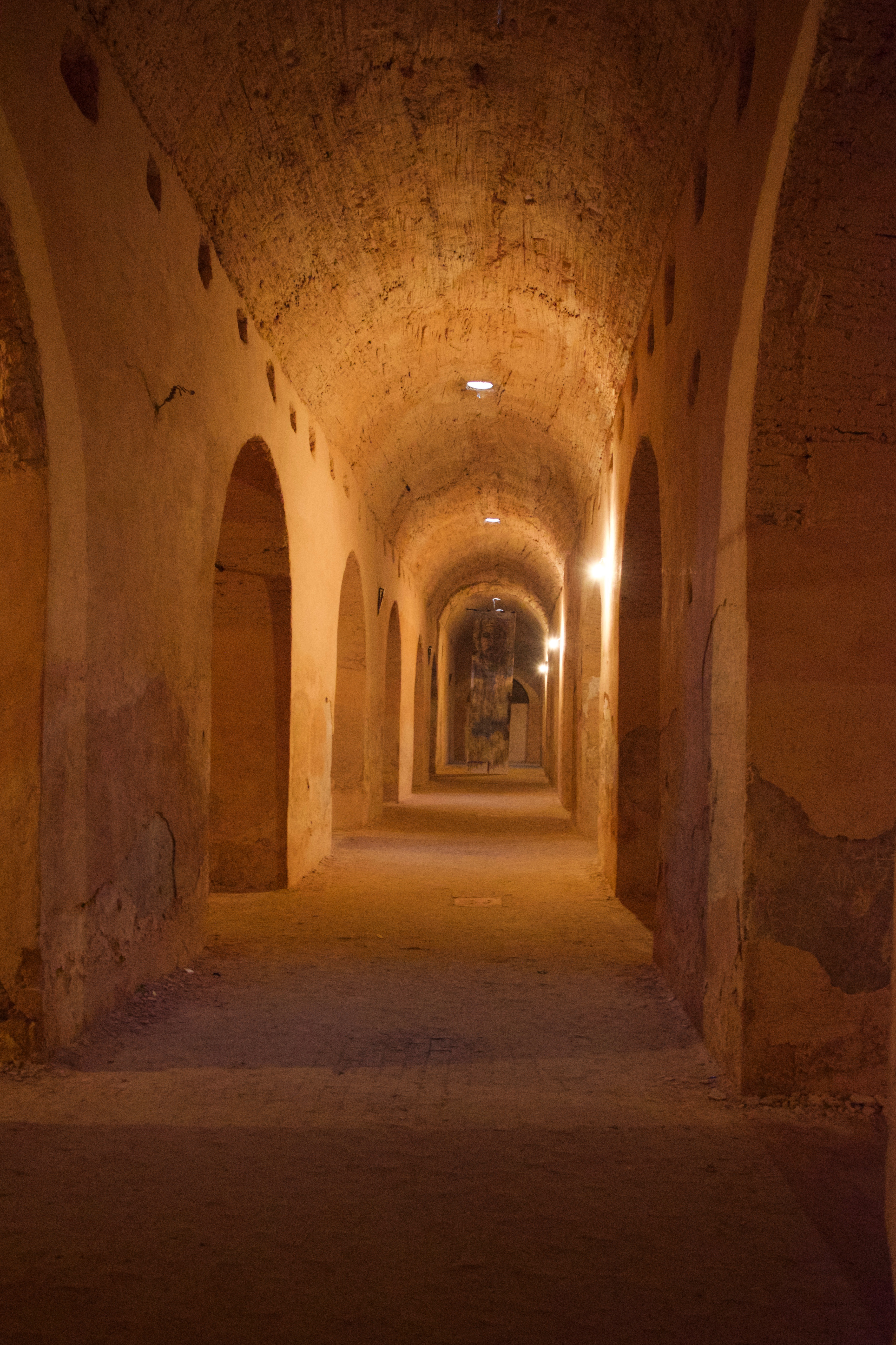
감방 내부의 아치형 통로 중 하나

## 도시 전설
이곳에 대한 대중적인 신화에 따르면, 이곳은 메크네스 전체 아래로 뻗어 있거나, 심지어 인근 도시, 또는 더 터무니없는 이야기로는 마라케시나 타자와 같이 멀리 떨어진 도시까지 이어진다고 한다. 물라이 이스마일 통치 기간 동안 메크네스에 수용된 기독교 죄수의 수도 유럽인뿐만 아니라 모로코인의 기록에 의해 종종 과장되었다. 실제 수는 아마도 500명에서 800명 사이였을 것이다. 또 다른 흔한 신화는 문과 창문이 없으며, 유일한 출입구가 지붕 개구부라는 것이었다. 이곳은 그곳에서 죽은 죄수들의 악령에 의해 "저주받았다"고 전해진다. 한 전설에 따르면, 물라이 이스마일은 비밀 탈출구를 설계했으며, 그것을 찾을 수 있는 사람들은 자유를 보상으로 받았다고 한다.